# 波卡特洛 (愛達荷州)
波卡特洛（Pocatello）是美國愛達荷州班諾克縣縣治和最大的城市，與經常與愛達荷福爾斯在全州第三和第四大城市之間輪換。根據2020年美國人口普查，該地人口為56320人，而該地的面積約為84.61平方千米。愛達荷州立大學位于此地。

## 地理
波卡特諾的座標為42°52′31″N 112°26′50″W / 42.87528°N 112.44722°W，而該地的平均海拔高度為1360米（即4462英尺）。